# Heathen Chemistry
Heathen Chemistry är ett musikalbum av det brittiska rockbandet Oasis, släppt den 2 juli 2002.

## Låtlista
1. "The Hindu Times" (Noel Gallagher) - 3:46
2. "Force of Nature" (Noel Gallagher) - 4:52
3. "Hung in a Bad Place" (Gem Archer) - 3:29
4. "Stop Crying Your Heart Out" (Noel Gallagher) - 5:03
5. "Songbird" (Liam Gallagher) - 2:08
6. "Little by Little" (Noel Gallagher) - 4:53
7. "A Quick Peep" (Andy Bell) - 1:17
8. "(Probably) All in the Mind" (Noel Gallagher) - 4:02
9. "She Is Love" (Noel Gallagher) - 3:09
10. "Born on a Different Cloud" (Liam Gallagher) - 6:09
11. "Better Man" (Liam Gallagher) - 38:03 (låten slutar efter 4:20, det dolda spåret "The Cage" startar efter 33:13)

## Medverkande
- Liam Gallagher - sång, tamburin
- Noel Gallagher - sång, bakgrundssång, sologitarr
- Colin Murray "Gem" Archer - kompgitarr
- Andy Bell - bas
- Alan White - trummor